# Poliptyk Grudziądzki

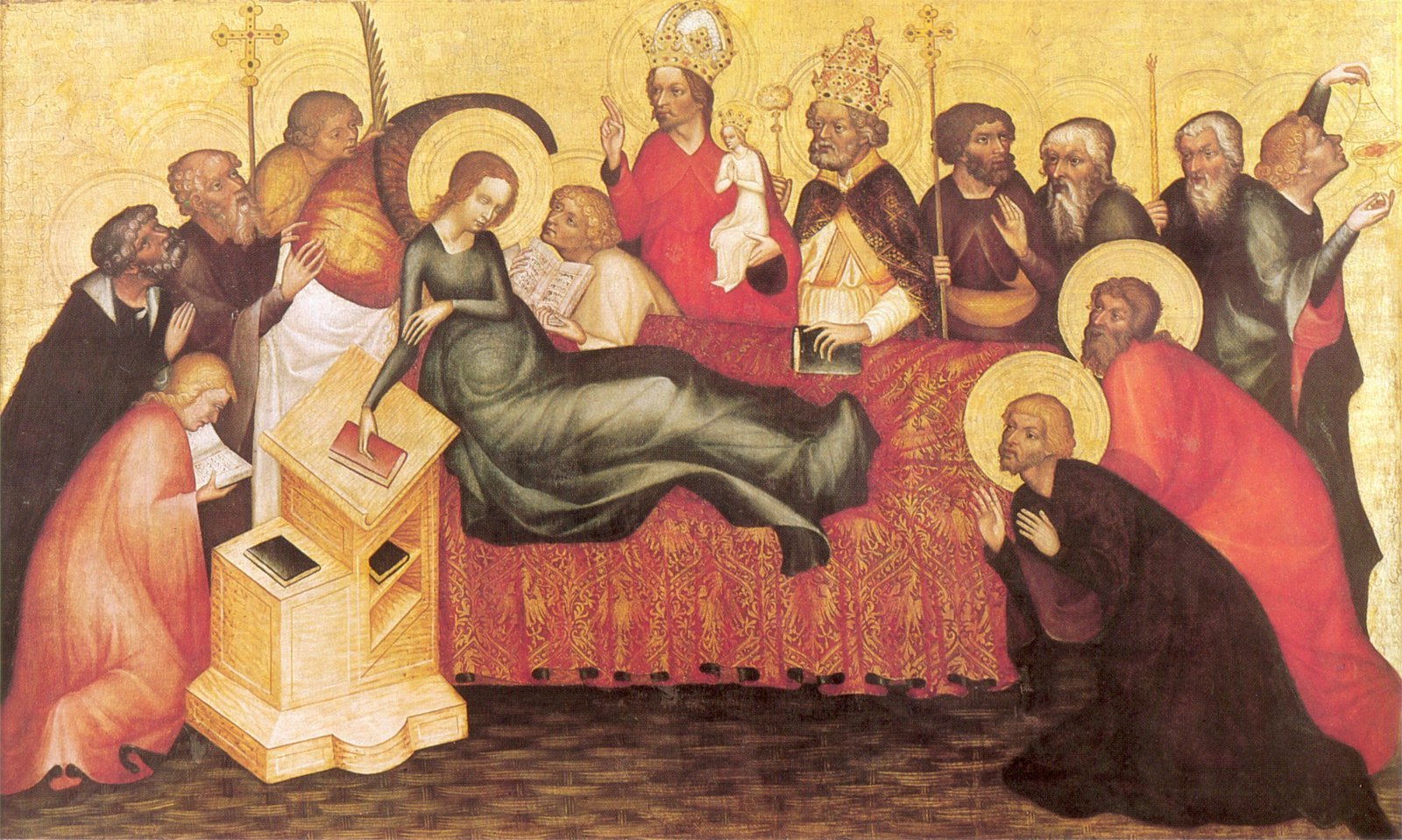
Zaśnięcie Marii, fragment Poliptyku Grudziądzkiego

Poliptyk Grudziądzki (przełom XIV i XV wieku) – późnogotycka malowana nastawa ołtarzowa pochodząca z kaplicy zamku krzyżackiego w Grudziądzu. Obecnie znajduje się w Galerii Sztuki Średniowiecznej Muzeum Narodowego w Warszawie.

## Opis
Z konstrukcyjnego punktu widzenia poliptyk grudziądzki jest pentaptykiem o dwu parach ruchomych skrzydeł, zamocowanych na krawędziach części środkowej i kolejno zamykanych. Dekorację wszystkich części stanowią obrazy tablicowe, przy czym tablice skrzydeł malowane są obustronnie. W rezultacie malowidła poliptyku mogą być prezentowane w trzech różnych układach. We wszystkich tych trzech widokach malowidła rozmieszczone są w dwu równych wysokością horyzontalnie biegnących strefach. Łącznie więc poliptyk zawiera dwa duże obrazy tablicowe części środkowej, każdy o wymiarach 123 × 204,5 cm, oraz szesnaście obrazów skrzydłowych, na ośmiu tablicach, z których każda ma wymiary ok. 123 x ok. 93 cm.

## Historia
Data powstania retabulum grudziądzkiego jest ustalana różnie, na podstawie badań porównawczych stylu malowideł na czas. od ok. 1380 do ok. 1410 r. Najczęściej przyjmowana jest data ok. 1390 r.
Pierwsza wzmianka historyczna o malowanej nastawie ołtarzowej znajdującej się w kaplicy byłego zamku krzyżackiego w Grudziądzu, a przedstawiającej główną scenę Zaśnięcia Marii Panny oraz — na ruchomych skrzydłach — sceny Pasji Chrystusa, pochodzi z ok. 1670 r., z protokołu wizytacji biskupa chełmińskiego Andrzeja Olszowskiego. Badacze zwykle zakładają domyślnie, że kaplica ta była pierwotnym miejscem przechowywania retabulum i że powstało ono z przeznaczeniem dla niej.
W końcu XVIII w. kaplicę zburzono, a tablice poliptyku rozdzielono i przeniesiono do kościoła parafialnego św. Mikołaja.
W 1883 ówczesne Muzeum Prowincjonalne Prus Zachodnich w Gdańsku kupiło siedem tablic skrzydłowych poliptyku. Ósmą tablicę z przedstawieniem „Zmartwychwstania” na awersie i N. Marii Panny ze św. Janem Ewangelistą na rewersie przeniesiono do kaplicy cmentarnej. W kościele św. Mikołaja pozostały dwie tablice centralne.
W latach 1907–15 wszystkie tablice sprowadzono na zamek w Malborku, gdzie zostały poddane konserwacji i scaleniu przez malarza Andrzeja Wesołowskiego, pod kierunkiem konserwatora Conrada Steinbrechta. Scalony poliptyk umieszczono w zamkowej kaplicy św. Wawrzyńca.
W 1945 poliptyk zabezpieczony w lochach zamkowych przez Polskie Wojsko, przeniesiony został do Muzeum Wojska Polskiego w Warszawie, rok później przekazany na własność do Muzeum Narodowego w Warszawie, gdzie znajduje się do dzisiaj.